# Stepok, Krasnopillea
Stepok (în ucraineană Степок) este un sat în comuna Pokrovka din raionul Krasnopillea, regiunea Sumî, Ucraina.

## Demografie
Componența lingvistică a localității Stepok
     Ucraineană (89,23%)
     Rusă (10,77%)
Conform recensământului din 2001, majoritatea populației localității Stepok era vorbitoare de ucraineană (89,23%), existând în minoritate și vorbitori de rusă (10,77%).